# Cabinet of Curiosities
Cabinet of Curiosities est le premier album du multi-instrumentiste hollandais Jacco Gardner. Cet album est paru le 11 février 2013 sur le label américain Trouble In Mind Records. Jacco Gardner y joue de tous les instruments, excepté la batterie tenue par Jos van Tol. Le pré-mastering de l'album a été réalisé par Jan Audier, qui a travaillé avec de nombreux groupes néerlandais des années 1960 tels que The Motions ou Golden Earring.

## Liste des titres
Tous les textes et musiques ont été écrits par Jacco Gardner.
1. Clear the Air – 3:39
2. The One Eyed King – 2:24
3. Puppets Dangling – 3:41
4. Where Will You Go – 3:23
5. Watching the Moon – 3:51
6. Cabinet of Curiosities – 2:46
7. The Riddle – 4:24
8. Lullaby – 3:01
9. Help Me Out – 2:55
10. Summer's Game – 3:15
11. Chameleon – 4:09
12. The Ballad of Little Jane – 4:06